# 新昌県 (海城市)
新昌県（しんしょう-けん）は中華人民共和国遼寧省にかつて存在した県。現在の海城市北東部に相当する。
前漢により設置され、五胡十六国時代に廃止された。